# Intervenție voluntară
Intervenția voluntară este cererea unui terț de a intra într-un proces pornit de alte părți, pentru a-și apăra un drept propriu sau pentru a apăra dreptul unei părți din acel proces. 

## Elemente definitorii
- existența unui proces în curs de judecată
- introducerea în procesul respectiv a unui terț, din inițiativa acestuia
- justificarea unui interes propriu al terțului

## Feluri de intervenție voluntară

### Intervenția voluntară principală
Este în fapt o veritabilă chemare în judecată prin care un terț solicită introducerea sa într-un proces preexistent pentru a i se recunoaște sau stabili un drept propriu. Cererea, soluționabilă și independent de litigiul pendente, are un caracter incidental ce determină lărgirea cadrului procesual din punctul de vedere al părților și în anumte cazuri și sub aspectul obiectului litigiului. 
Intervenția voluntară principală se poate face, de regulă, doar în fața primei instanțe, până înainte de  închiderea dezbaterilor. În mod excepțional, cu acordul părților implicate în litigiul în curs de desfășurare, o astfel de cerere poate fi admisă și în instanța de apel. 
 
În cazul în care pretențiile terțului sunt susceptibile de soluționare în litigiul pendente, instanța de judecată va admite în principiu cererea de intervenție. În cazul contrar, va pronunța printr-o încheiere respingerea cererii. 

Ca urmare  a încuviințării în principiu, instanța este învestită cu judecarea pretențiilor terțului intervenient care devine astfel parte în proces, dreptul pretins de acesta devine un drept litigios, părțile inițiale sunt puse în întârziere față de intervenient, iar prescripția   extinctivă, a dreptului la acțiune, este întreruptă condiționat.

### Intervenția voluntară accesorie
Este cererea prin care un terț care justifică un interes preventiv, solicită introducerea sa într-un litigiu în curs de desfășurare, pentru a apăra drepturile uneia din părțile inițiale. Intervenția voluntară accesorie duce la lărgirea cadrului procesual doar sub aspectul părților.
Spre deosebire de cererea voluntară principală, cea accesorie se poate face chiar și înaintea instanței de recurs.